# Castione della Presolana
Castione della Presolana är en ort och kommun i provinsen Bergamo i regionen Lombardiet i Italien. Kommunen hade 3 419 invånare (2018).